# Mitsuharu Inoue
Pour les articles homonymes, voir Inoue.
Mitsuharu Inoue (井上 光晴, Inoue Mitsuharu, 15 mai 1926 à Lüshunkou (Port Arthur) - 30 mai 1992) est un écrivain japonais.

## Biographie
Mitsuharu Inoue rejoint le parti communiste japonais après la Seconde Guerre mondiale et publie dans la revue Shin Nihon Bungaku. Après la publication du roman critique Kakarezaru isshō il est exclu du parti en 1950.
En 1956 il fonde la revue Gendai Hihyoo, dans laquelle paraît en feuilleton le roman Kyokō no kuren (édité sous forme de livre en 1960). Dans celui-ci, comme dans son Guadarukanaru senshishū (1958), il réfléchit sur la vie au Japon pendant la Seconde Guerre mondiale.
Dans ses œuvres ultérieures, il traite de questions telles que les crimes de guerre japonais durant la Deuxième Guerre mondiale et les conséquences des bombardements atomiques d'Hiroshima et Nagasaki.

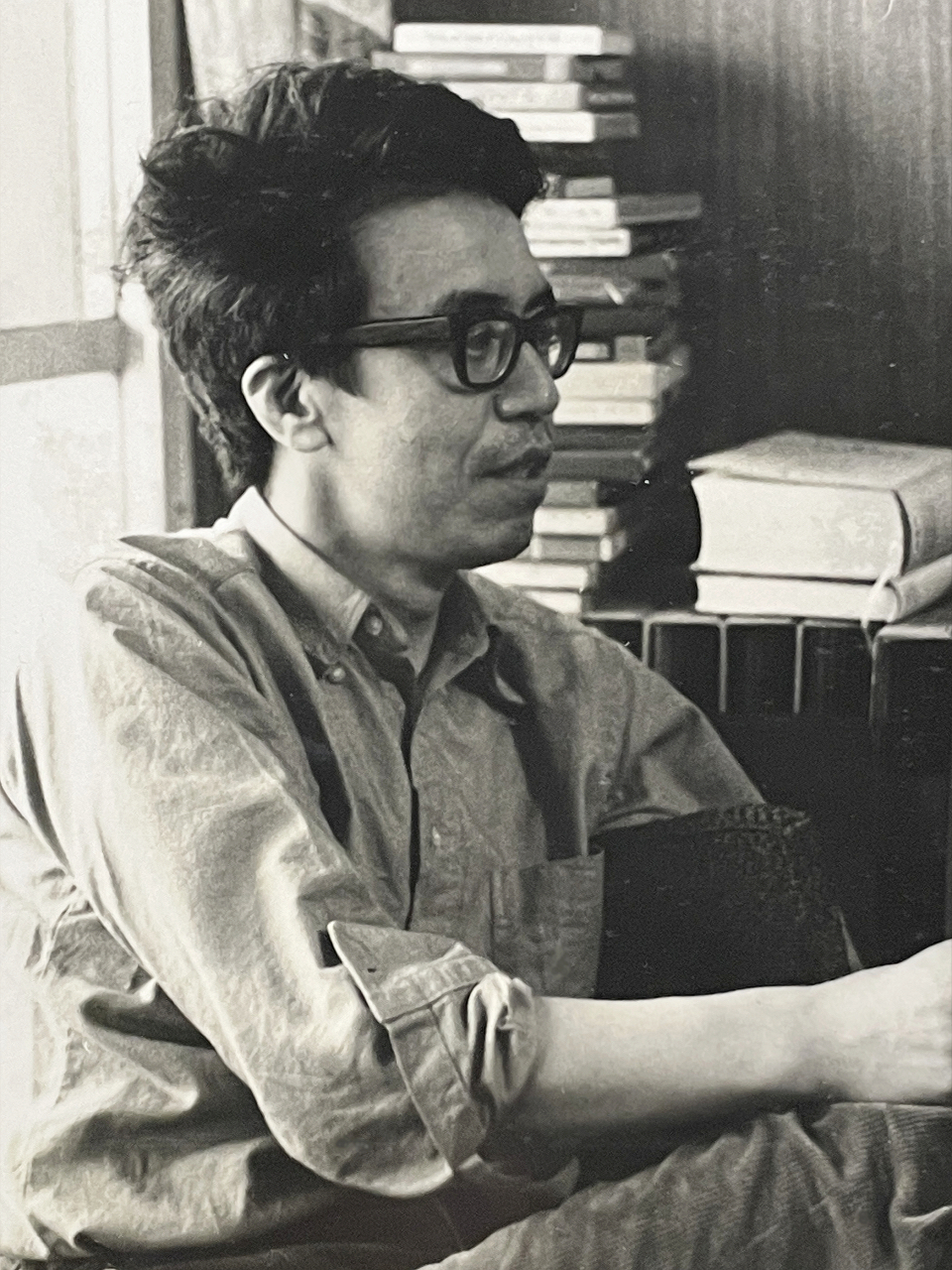
Mitsuharu Inoue en 1967.